# Theodore Roosevelts Doppelbüchse Holland & Holland ‚Royal‘ .458

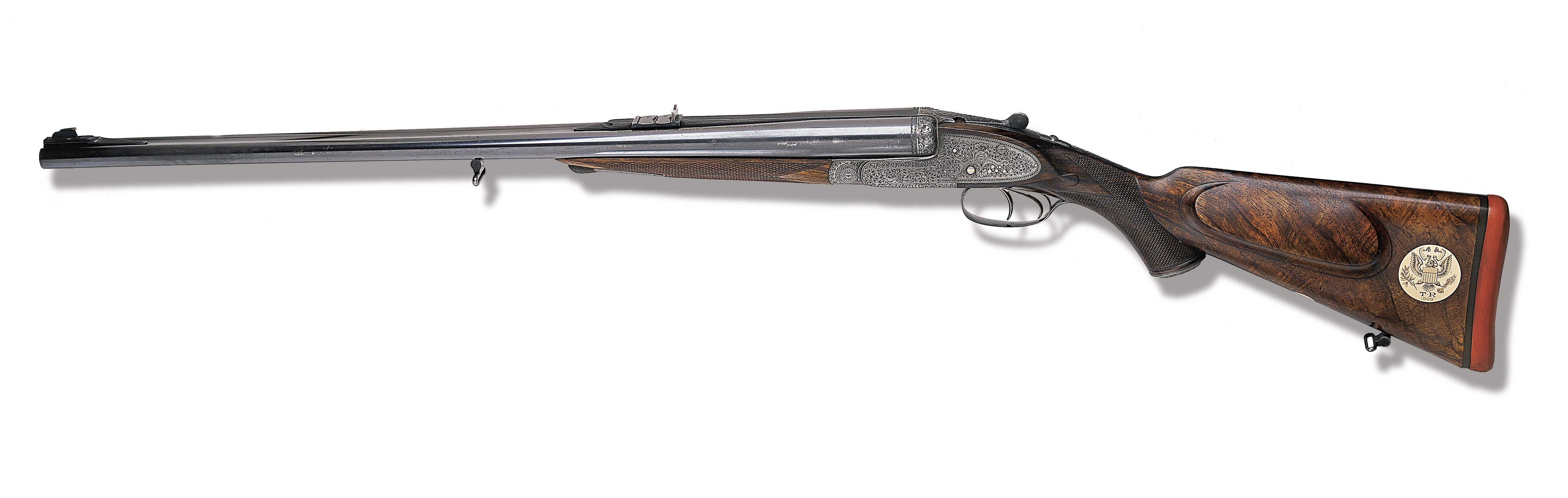
Theodore Roosevelts Doppelbüchse Holland & Holland ‚Royal‘ .458

Theodore Roosevelts Doppelbüchse Holland & Holland ‚Royal‘ .458, in neuerer Zeit in Anlehnung an den Big Stick als „Roosevelt’s Big Stick“ oder „Roosevelt’s Big Fire Stick“ bezeichnet, ist eine 1908 von dem britischen Waffenhersteller Holland & Holland für den US-Präsidenten Theodore Roosevelt gefertigte Doppelbüchse für die Großwildjagd. Die Waffe mit dem Kaliber .458 (11,6 Millimeter) war ein Geschenk britischer Bewunderer Roosevelts anlässlich der bevorstehenden Smithsonian-Roosevelt African Expedition nach Britisch-Ostafrika.

## Hintergrund

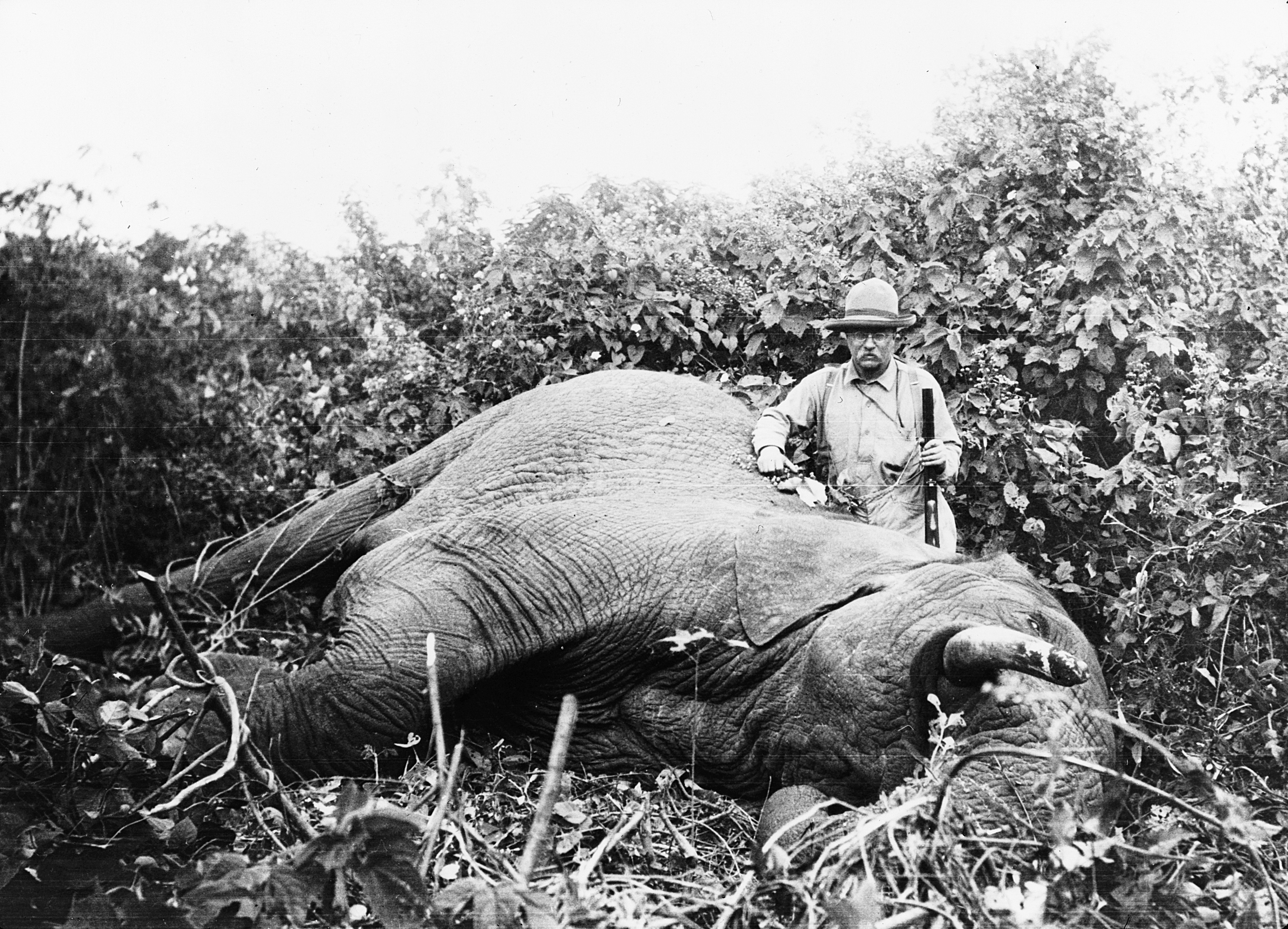
Theodore Roosevelt mit einem geschossenen Elefanten und seiner Doppelbüchse, 1909

Theodore Roosevelt mit seiner Winchester Mod. 1876 Büchse, New York studio photo 1885

Roosevelts Planungen für eine Afrikareise begannen im Frühjahr 1908. Im Laufe dieses Jahres wurde aus der angestrebten privaten Safari die einjährige Smithsonian-Roosevelt African Expedition unter der Leitung Roosevelts. Recht früh, und noch bevor er Kontakt mit der Smithsonian Institution aufnahm und die Expedition zu einer Forschungsreise machte, beteiligte Roosevelt einen Freund, den britischen Bergsteiger, Naturschützer und liberalen Unterhausabgeordneten Edward North Buxton, an den Reisevorbereitungen. Buxton nutzte seine weit reichenden Kontakte nicht nur, um Informationen und Ratschläge von Zoologen, Jägern und Vertretern von Kolonialverwaltung und weißer Bevölkerung in Britisch-Ostafrika einzuholen, sondern warb in diesem Kreis auch um die Beteiligung an einem repräsentativen Geschenk für den prominenten Reisenden. Ausgewählt wurde eine doppelläufige Elefantenbüchse des führenden Herstellers luxuriöser Jagdwaffen, Holland & Holland in London.
Zu den Stiftern gehörten zahlreiche Zoologen, Jäger und andere Personen des öffentlichen Lebens im Vereinigten Königreich und Britisch-Ostafrika. Im Transportkoffer der Büchse befand sich bei der Auslieferung eine Liste der Spender. Sie trug die folgende Überschrift:

“List of zoologists and sportsmen who are donors of a double elephant rifle to the Hon. Theodore Roosevelt, President U.S.A.
In recognition of his services on behalf of the preservation of species by means of National Parks and Forest Reserves, and by other means.”

„Liste der Zoologen und Jäger, die Spender einer Elefanten-Doppelbüchse für den ehrenwerten Theodore Roosevelt, Präsident der USA sind.
In Anerkennung seiner Leistungen für den Artenschutz durch Nationalparks, Naturschutzgebiete und andere Mittel.“

## Beschreibung

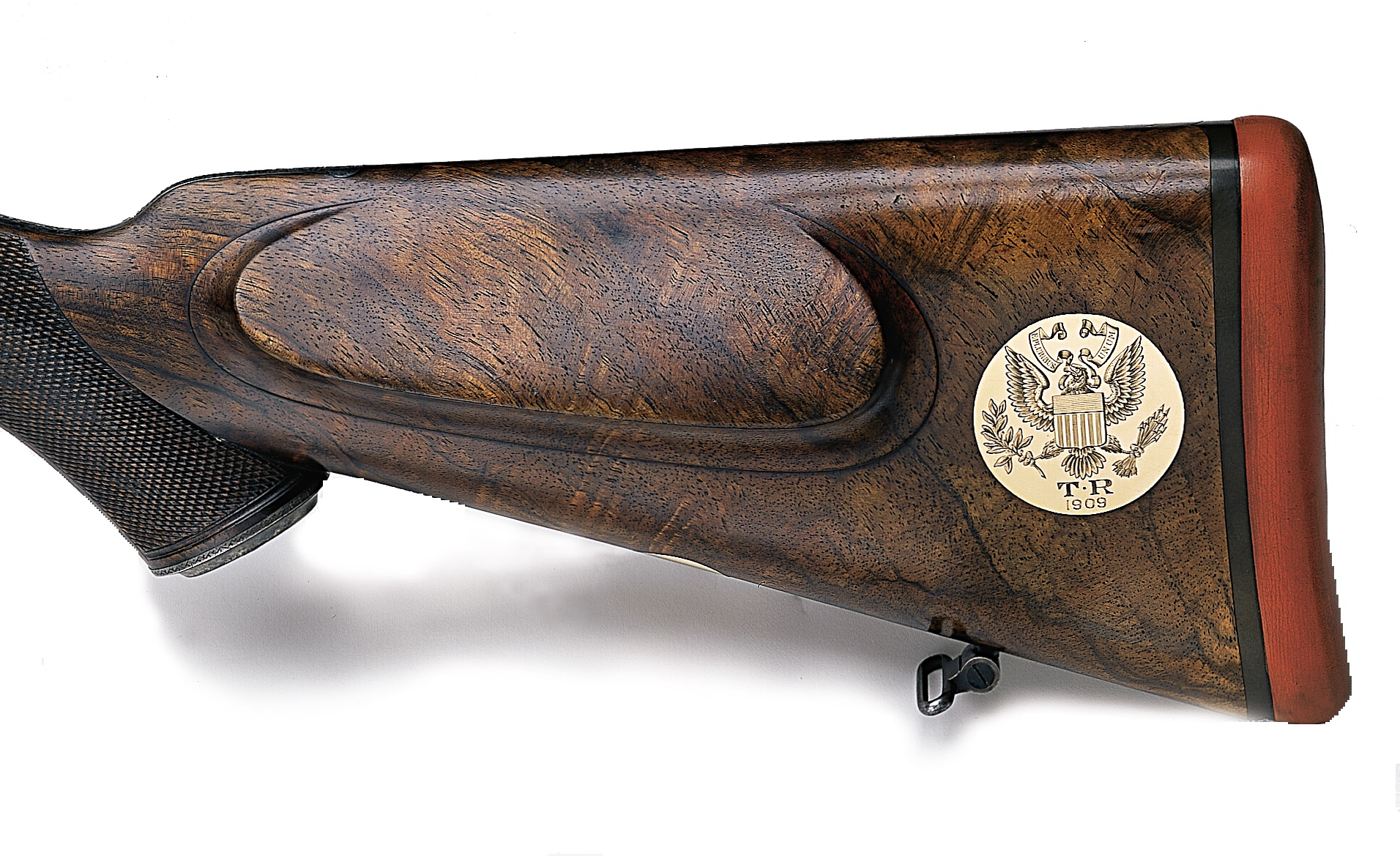
Detailansicht der Schulterstütze

Eine Doppelbüchse Holland & Holland ‚Royal‘ .458 wird als Einzelstück nach den Angaben des Kunden gefertigt. Sie ist eine Bespoke Gun, eine in der Art von Maßanzügen oder Maßschuhen auf Kundenwunsch gefertigte Waffe. Auch die Doppelbüchse Roosevelts mit der Herstellernummer 19109 ist maßgefertigt. Die Eigenschaften der Waffe, wie das Kaliber und der Abzugswiderstand, wurden von Theodore Roosevelt selbst im Frühsommer 1908 festgelegt. Am 21. August 1908 wurden seine Maße abgenommen. Für die Weiterleitung der Angaben bediente Roosevelt sich des Büros von Whitelaw Reid, dem Botschafter der Vereinigten Staaten in London. Den unmittelbaren Kontakt zu Holland & Holland hielt Edward North Buxton, der dem Unternehmen auch den Auftrag erteilte. Der Auftrag ist erhalten. Darin heißt es: A best quality .450 bore double Royal Hless non-ejector Cordite Rifle, long top strap cheek piece pistol hand stock recoil heel plate, loops for sling, pull to be light, say right 3-1/2 pounds, to measurements rec'd 21/8/08 (deutsch, sinngemäß: Eine Doppelbüchse bester Qualität, Holland & Holland ‚Royal‘ im Kaliber .450, selbstspannend und ohne Auswerfer, für rauchschwaches Pulver, mit verlängertem Baskülenschwanz, Schaft mit Pistolengriff, Backe und Rückstoßkappe, Ösen für einen Trageriemen, geringem Abzugswiderstand von etwa dreieinhalb Pfund (etwa 1600 Gramm), zu den am 21. August 1908 genommenen Maßen).

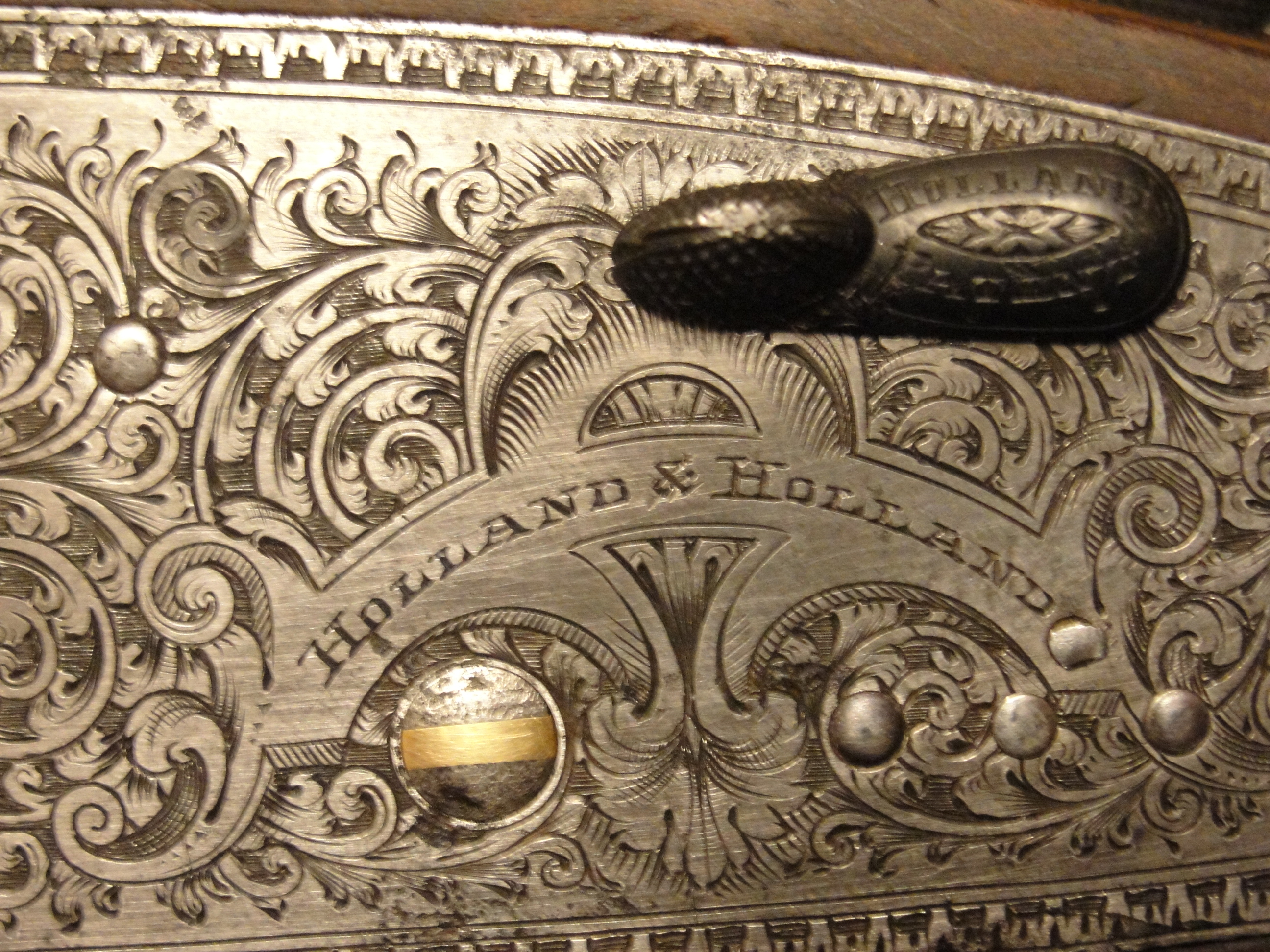
Seitenschloss einer anderen Doppelbüchse von Holland & Holland, das goldene Band auf dem Lagerbolzen des Hahns zeigt den Spannzustand an

Roosevelts Doppelbüchse wiegt weniger als fünf Kilogramm. Die Basküle besteht aus brüniertem Stahl. Der Baskülenschwanz ist bis zur Mitte des Hinterschafts verlängert. Dadurch erhält die Doppelbüchse insgesamt eine höhere Stabilität und der Kolbenhals, die schwächste Stelle des Schaftes, wird beim Schuss vor der Wirkung des Rückstoßes geschützt. Der Schaft und der hintere Teil des Baskülenschwanzes sind leicht nach rechts gebogen, um das Auge des Schützen mit der Visiereinrichtung in eine Linie zu bringen. Die Seitenschlösser und die Basküle sind großzügig mit Gravuren bedeckt, die zunächst der Dekoration dienen. Sie haben aber auch den Zweck, bei der Jagd störende Reflexionen auf dem glänzenden Metall zu mindern. Aus der Entfernung wirken sie wie eine Mattierung der Oberflächen. Abgesehen von diesen Gravuren gibt es an der Waffe kaum Zierelemente. An den Seitenschlössern sind die Enden der Bolzen sichtbar, auf denen die Hähne gelagert sind. Sie tragen ein mittig verlaufendes Band aus Gold, dessen Ausrichtung den Spannzustand des Hahns erkennen lässt. Auch der Schriftzug SAFE am Sicherungshebel auf der Basküle ist in Gold eingelegt. Die Platte an der Unterseite des Pistolengriffs ist ebenfalls mit Gravuren verziert. Sie weist einen mit einer Feder gesicherten Sprungdeckel auf, unter dem sich Schlagbolzen als Ersatzteile befinden.
Die Doppelbüchse hat keinen Auswerfer für die Hülsen. Automatische Auswerfer waren seinerzeit bereits verfügbar. Es handelte sich jedoch um eine komplizierte und fehleranfällige Technik, die für die Großwildjagd allgemein als untauglich angesehen wurde. Dasselbe gilt für das Fehlen einer Sicherung, die beim Abklappen der Läufe automatisch eingelegt wird. Sie könnte den Jäger das Leben kosten, wenn er im Angesicht eines angreifenden Großwilds schnell nachladen muss und durch das Entsichern Zeit verliert. Die Doppelbüchse Roosevelts hat daher nur einen Auszieher und eine manuell zu bedienende Sicherung. Roosevelt hatte ursprünglich sogar außenliegende Hähne gewünscht. Sie waren aber nicht lieferbar, und die Entwicklung und Anfertigung hätte die Auslieferung der Waffe um ein Jahr verzögert.

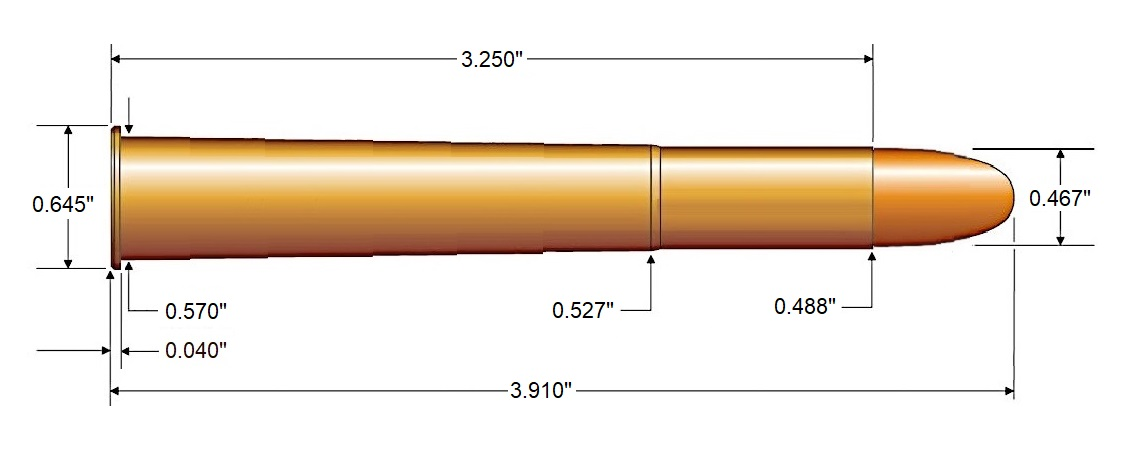
Zentralfeuerpatrone .500/450 Nitro Express mit Maßangaben in Zoll (1 Zoll ≈ 2,54 cm)

Die beiden Läufe von 26 Zoll Länge haben an der Oberseite jeweils Schriftzüge eingraviert. Der rechte Lauf trägt den Namen und die Anschrift des Herstellers: HOLLAND & HOLLAND. 98. NEW BOND STREET. LONDON. Auf dem linken Lauf lautet die Inschrift WINNERS OF ALL THE “FIELD” RIFLE TRIALS. LONDON. Im Jahr 1883 gewann Holland & Holland alle zehn Klassen eines von der Zeitschrift The Field, einem Magazin für Jäger und Naturfreunde, durchgeführten Schießwettbewerbs. Zwischen 1883 und den 1930er Jahren wurde an das Ereignis auf allen Gewehren des Unternehmens und in seiner Werbung erinnert. Beide Läufe wurden aufeinander abgestimmt, so dass sie bei jeder Schussentfernung annähernd gleich treffen. Dazu war es erforderlich, die Stärke der Treibladung und das Gewicht des Projektils zu definieren. Auf der Unterseite des Gehäuses trägt die Büchse eine entsprechende Gravur: CHARGE / 70 GRAINS CORDITE / .500/450 / CASE 3¼ INCHES. Die Angabe legt das Gewicht und das Pulver der Treibladung auf 70 Grains Kordit fest. Diese Menge verlangt nach einer voluminösen Geschosshülse mit einer Länge von 3¼ Zoll. Die Munition ist die Zentralfeuerpatrone .500/450 Nitro Express.
Der Schaft ist aus mehrere Jahre gelagertem Walnussholz gefertigt, das sorgfältig ausgewählt wurde und keinerlei Risse aufweist. Die Oberfläche des Schaftes wurde aufwändig geschliffen, geölt und poliert. Die Backe befindet sich auf der linken Seite. Zwischen der Backe und der Schaftkappe ist eine goldene Plakette eingelassen, die das Siegel des Präsidenten der Vereinigten Staaten und darunter die Initialen T. R. und die Jahreszahl 1909 zeigt. Wahrscheinlich handelt es sich bei dieser Plakette um eine neuere Ergänzung. Die Schaftkappe besteht aus rotbraunem Gummi und weist eine Riffelung auf. Sie wirkt insgesamt billig und nicht zu dem Gewehr passend, auch sie ist sicher kein originales Teil der Waffe. Der Vorderschaft mit Kornhalter und Korn waren 1986 derart beschädigt, dass sie nicht mehr zu retten waren und von Holland & Holland nachgefertigt wurden. Dabei achtete das Unternehmen darauf, alle ersetzten Teile so zu behandeln, dass sie ebenso abgenutzt wie die übrigen Teile des Gewehrs wirken.
Auf dem Laufbündel sitzt eine Klappkimme mit zwei beweglichen Blättern für 300 und 200 und einem festen Blatt für 100 Yards. Die Kimmen für die größeren Entfernungen sind für eine insgesamt auf kurze Distanzen ausgelegte Waffe wie eine Elefantenbüchse unüblich, sie wurden aber auf Roosevelts ausdrücklichen Wunsch verbaut. Die Blätter sind keine Lochkimmen, sondern an der Oberkante in einem flachen Winkel nach unten abgeschrägt, mit einem U-förmigen Ausschnitt in der Mitte. Das Korn besteht nur aus einem flachen und schmalen Streifen Gold, der sich auf dem Kornhalter aus mattiertem Stahl befindet. Auch das ist ungewöhnlich, entspricht aber den von Roosevelt genannten Spezifikationen.
Die Doppelbüchse wurde unter den schwierigen Bedingungen einer Expedition als Arbeitsgerät genutzt und weist deutliche Abnutzungsspuren auf. Die Läufe sind verkratzt und das Holz des Schaftes, insbesondere an der linken Seite des Kolbenhalses, stark berieben.
Zu der Doppelbüchse gehört ein mit Leder bezogener Transportkoffer aus Eichenholz mit Zubehör, beispielsweise für die Waffenpflege. Neben einem Hinweiszettel mit Angaben zur Munition und dem Warnhinweis, dass die Garantie bei der Verwendung von Munition anderer Hersteller erlischt, befindet sich darin eine Liste der britischen Spender der Waffe.
Für Theodore Roosevelts Doppelbüchse wurden 85 Pfund, 13 Schilling und 6 Pence berechnet. Das entsprach seinerzeit 500 US-Dollar, mehr als das Jahreseinkommen eines Arbeiters. Die Doppelbüchsen des Herstellers W. J. Jeffery & Co. im Kaliber .475 kosteten 35 Guinees, knapp 40 Prozent des Preises. Doppelbüchsen in vergleichbarer Qualität werden von Holland & Holland und wenigen anderen Herstellern noch heute als Luxusprodukte für wohlhabende Großwildjäger oder Waffensammler angefertigt. Abhängig vom Kaliber reichen die Mindestpreise von 153.000 bis 254.000 britischen Pfund, eine Doppelbüchse des Kalibers .500 kostet mindestens 165.000 Pfund, zuzüglich Mehrwertsteuer. Sogar gebrauchte Exemplare werden für Preise im deutlich sechsstelligen Bereich gehandelt.

## Nutzung
Die Doppelbüchse war für die Jagd auf besonders großes und schweres Wild bestimmt, namentlich Elefanten, Nashörner und Kaffernbüffel. Zum ersten Mal wurde sie bereits zu Beginn der Expedition zum Erlegen eines Spitzmaulnashorns genutzt. Das Nashorn griff trotz zweier tödlicher Treffer aus beiden Läufen der Doppelbüchse weiter an und stürzte erst nach dem dritten Schuss eines Jagdbegleiters zu Boden. Bei einer späteren Gelegenheit traf Roosevelt ein Nashorn mit fünf Vollmantelgeschossen aus seiner Winchester Model 1895 und drei Projektilen aus seiner Doppelbüchse. Dadurch war ein Vergleich der Wirkungen möglich. Die Vollmantelgeschosse verursachten tödliche Verletzungen, aber sie konnten das angreifende Nashorn nicht stoppen. Sie hatten eine Neigung, beim Auftreffen auf starke Knochen zu zersplittern. Demgegenüber wirkten die Schüsse aus der Doppelbüchse deutlich stärker und meist stoppend. Die Projektile durchschlugen auch starke Knochen.

## Bewertung durch Theodore Roosevelt
Roosevelt war über das Geschenk sehr erfreut. Einerseits gehörte eine großkalibrige Doppelbüchse zur notwendigen Ausrüstung bei der Jagd auf Nashörner und Elefanten. Andererseits waren solche Gewehre die Spitzenmodelle der Produktpaletten aller Hersteller von Jagdwaffen und damit außerordentlich teuer. Kermit Roosevelt führte auf der Expedition eine von dem US-amerikanischen Großwildjäger John Jay White verliehene Doppelbüchse des englischen Herstellers John Rigby & Company im Kaliber .450 mit. Die Waffe hatte White in Nairobi bei Newland, Tarlton & Co. deponiert, die Roosevelt bei der Organisation und Ausrüstung seiner Expedition unterstützten.
Ende Januar 1909, wenige Wochen vor der Abreise nach Afrika, konnte Roosevelt die Waffe testen. Am 27. Januar schrieb Roosevelt an Edward North Buxton und nannte die Doppelbüchse eine „perfekte Schönheit“, und die handwerkliche Qualität sei „die einer Uhr“. Ihre eigenen Gewehre wirkten daneben „grob und billig und klobig“. Er könne gar nicht sagen, wie erfreut er über das Geschenk sei. Seine Sprachlosigkeit werde durch die große Zahl und die Namen der Spender noch gesteigert. Natürlich sei Buxton der wahre Spender, und er sei ihm schon aus so vielen Gründen verpflichtet, dass ein weiterer Grund nicht verwundere. Er fragt Buxton, ob es irgendetwas gebe, womit er nach der Expedition, wenn er nach England kommt, seine Dankbarkeit zum Ausdruck bringen könne. Buxton sandte Auszüge des Briefs an die Spender und teilte Roosevelt mit, dass sie alle, auch die Roosevelt nicht persönlich bekannten, seine Freunde seien. Er schlug vor, dass Roosevelt im kommenden Jahr auf einem zu seinen Ehren veranstalteten Dinner der Fauna Society, deren Mitbegründer Buxton war, zu den Spendern sprechen könne. Die Spender, die nicht Mitglied der Fauna Society waren, würden ebenfalls eingeladen. Letztlich fand das Dinner zwar statt, aber die Veranstaltung mit den Spendern war ein Mittagessen am selben Tag in den Räumen des Shikar Club.
In einem Brief vom 31. Januar 1909 an seinen Sohn Kermit Roosevelt schrieb Roosevelt über sein Probeschießen und nannte das Gewehr wiederum eine „perfekte Schönheit“. Es schieße sehr genau, aber es habe einen „enormen Rückstoß“. Kermit solle nach der Ankunft in Afrika ein paar Schüsse abgeben, damit er an die Waffe gewöhnt sei, wenn er sie auf der Jagd nutzte. Die Wucht des Rückstoßes machte die Frage, ob er nicht mehr als ein angreifender Elefant zu fürchten sei, während der Expedition zu einem Running Gag.
In Afrika kam die Doppelbüchse bei der Jagd auf Nashörner und Elefanten zu ihrem eigentlichen Einsatz. In seinem Reisebericht African Game Trails äußert Roosevelt sich uneingeschränkt positiv. Er glaubt, dass es „keine bessere Waffe“ für die Jagd auf schweres Großwild gibt. Roosevelt nahm beim Verlassen des Lagers stets seine Winchester Model 1895 des Kalibers .405 oder seine militärische Repetierbüchse Springfield M1903 des Kalibers 0.30 mit. Seine beiden Waffenträger begleiteten ihn mit dem jeweils anderen dieser beiden Gewehre und mit der Doppelbüchse von Holland & Holland. Die Winchester war für Roosevelt die beste Waffe für Wild wie Löwen, Giraffen, Elenantilopen, Flusspferde und kleineres Wild. Für Nashörner und Kaffernbüffel bevorzugte er hingegen die Doppelbüchse. Für die Elefantenjagd hielt Roosevelt seine Repetiergewehre für geeignet, doch er glaubte, dass seine Doppelbüchse eine noch bessere Wahl sei. Er räumte aber ein, dass dies seine persönlichen Präferenzen seien, dass jede moderne Waffe geeignet sei, und dass es auf den Jäger hinter dem Gewehr ankomme.

## Verbleib
Nach der Afrika-Expedition, gegen Ende des Jahres 1910, gab Roosevelt seine Waffen zur Reinigung und Instandsetzung an einen New Yorker Waffenhändler. Die Winchesters erhielt er vom Hersteller zurück, doch am 25. Juli 1911 forderte er den Waffenhändler eindringlich zur sofortigen Rückgabe seiner doppelläufigen Holland .450 und seiner Springfield auf. Beide Gewehre seien für ihn wertvolle Erinnerungsstücke, und die Holland & Holland habe darüber hinaus einen hohen materiellen Wert.
Die Doppelbüchse blieb nach Theodore Roosevelts Tod im Besitz der Familie und wurde an Kermit Roosevelt weitergegeben. Dessen Witwe stellte sie 1958 der Library of Congress als Leihgabe zur Verfügung. Die Waffe wurde der Öffentlichkeit anlässlich des 100. Geburtstags Roosevelts mit dem Theodore Roosevelt Centennial Exhibit präsentiert. Spätere Eigentümer waren der Philanthrop und Naturschützer Richard P. Mellon und der Unternehmer und Politiker William E. Simon. 2001 kaufte Owsley Brown Frazier, damals Vizepräsident von Brown-Forman, die Doppelbüchse. Sie befindet sich heute mit dem Transportkoffer und Zubehör im Frazier History Museum in Louisville, Kentucky.
Im Panhandle-Plains Historical Museum in Canyon, Texas befindet sich Theodore Roosevelts Doppelflinte Fox ‚Grade F‘ mit einem Aufbewahrungskoffer für die Waffe, Munition, Werkzeug und Zubehör. Dabei befindet sich auch ein Schraubendreher mit Ebenholzgriff, der auf der Klinge mit „HOLLAND & HOLLAND“ markiert ist. Dieser Schraubendreher gehört fast sicher zu Roosevelts Doppelbüchse von Holland & Holland.